# Steve Harvey
Broderick Stephen "Steve" Harvey (Welch (West Virginia), 17 januari 1957) is een Amerikaanse komiek, acteur en presentator.

## Carrière
In 1985 stond Harvey voor het eerst als stand-upcomedian op het podium. Zijn doorbraak kwam in 1990 toen hij finalist was van de tweede jaarlijkse "Johnnie Walker National Comedy Search."
Toen kreeg hij een aantal rollen in tv-producties zoals gastheer van Showtime at the Apollo (1993-2000). In 1996 kreeg hij zijn eigen sitcom The Steve Harvey Show op het WB-netwerk, dat hij tot 2002 presenteerde. In 2000 speelde hij als een van de vier komieken in The Original Kings of Comedy van Spike Lee. In datzelfde jaar begon hij het dagelijkse radioprogramma The Steve Harvey Morning Show. Sinds 2010 presenteert hij de spelshow Family Feud.
In december 2015 organiseerde Harvey de Miss Universe 2015-verkiezing. Bij het bekendmaken van de definitieve resultaten kondigde hij ten onrechte Miss Colombia aan als de winnaar. Een paar minuten nadat ze was gekroond kondigde Harvey aan dat hij de resultaten verkeerd had gelezen en dat Miss Filipijnen Pia Wurtzbach, de nieuwe Miss Universe was.

## Filmografie

### Films
- The Original Kings of Comedy (2000)
- The Fighting Temptations (2003)
- Love Don't Cost a Thing (2003)
- Johnson Family Vacation (2004)
- You Got Served (2004)
- Racing Stripes (2005, stemacteur)
- Madea Goes to Jail (2009)
- Think Like a Man (2012)

### Televisieseries
- Me and the Boys (1994–1995, 19 afleveringen)
- The Steve Harvey Show (1996-2002, 122 afleveringen)
- Who Wants To Be a Millionaire (2010, vijf afleveringen)
- Family Feud (2010- )
- Little Big Shots (2016- )
- Steve (2017- )

## Prijzen en nominaties
- NAACP Image Awards - Buitengewone acteerprestaties voor een comedyserie (1999, 2000, 2001, 2002)
- NAACP Image Awards - Buitengewone acteerprestaties voor The Steve Harvey Show (2000, 2001, 2002)
- Ster op de Hollywood Walk of Fame (2013)
- Marconi Award-winnaar - Persoonlijkheid van het jaar (2015)
- Hernoeming 'East 112th Street' in Cleveland, Ohio naar 'Steve Harvey Way' (2015)[2]
- Daytime Emmy Award - Buitengewoon presentator van een spelshow voor Family Feud (2017)